# Гойя (премия, 2013)
XXVII церемония вручения премии «Гойя» состоялась в мадридском Конгресс-центре имени принца Фелипе 17 февраля 2013 года. Церемонию вела дебютировавшая в этой роли годом ранее Эва Аче. Номинанты на главную кинопремию Испании были объявлены 8 января 2013 года. Церемония транслировалась в прямом эфире первого канала испанского телевидения.

## Номинации

### Главные премии
| Лучший фильм | Лучший режиссёр |
| --- | --- |
| - Белоснежка / Blancanieves - Художник и его модель / El artista y la modelo - Группа 7 / Grupo 7 - Невозможное / The Impossible | - Хуан Антонио Байона — Невозможное / The Impossible - Пабло Бергер — Белоснежка / Blancanieves - Фернандо Труэба — Художник и его модель / El artista y la modelo - Альберто Родригес — Группа 7 / Grupo 7 |
| Лучший актёр | Лучшая актриса |
| - Даниэль Хименес Качо — Белоснежка / Blancanieves - Жан Рошфор — Художник и его модель / El artista y la modelo - Хосе Сакристан — Мертвец и быть счастливым / El Muerto y Ser Feliz - Антонио де ла Торре — Группа 7 / Grupo 7                                     | - Марибель Верду — Белоснежка / Blancanieves - Аида Фольк — Художник и его модель / El artista y la modelo - Наоми Уоттс — Невозможное / The Impossible - Пенелопа Крус — Рождённый дважды / Venuto al mondo |
| Лучший актёр второго плана | Лучшая актриса второго плана |
| - Хулиан Вильягран — Группа 7 / Grupo 7 - Хосеп Мария Поу — Белоснежка / Blancanieves - Антонио де ла Торре — Захватчик / Invasor - Юэн Макгрегор — Невозможное / The Impossible                                                                                     | - Кандела Пенья — Мужчины на грани / Una pistola en cada mano - Анхела Молина — Белоснежка / Blancanieves - Мария Леон — Carmina o Revienta - Чус Лампреаве — Художник и его модель / El artista y la modelo |
| Лучший мужской актёрский дебют | Лучший женский актёрский дебют |
| - Хоакин Нуньес — Группа 7 / Grupo 7 - Эмилио Гавира — Белоснежка / Blancanieves - Алекс Моннер — Юные дикари / Els Nens Salvatges - Том Холланд — Невозможное / The Impossible                                                                                      | - Макарена Гарсия — Белоснежка / Blancanieves - Кармина Барриос — Carmina o Revienta - Кати Соливельяс — Юные дикари / Els Nens Salvatges - Эстефания де лос Сантос — Группа 7 / Grupo 7 |
| Лучший оригинальный сценарий | Лучший адаптированный сценарий |
| - Белоснежка / Blancanieves — Пабло Бергер - Художник и его модель / El artista y la modelo — Фернандо Труэба и Жан-Клод Карьер - Группа 7 / Grupo 7 — Марти Рока, Рафаэль Кобос Лопес и Альберто Родригес Либреро - Невозможное / The Impossible — Серхио Г. Санчес | - Тэд Джонс и Затерянный город / Las aventuras de Tadeo Jones — Хавьер Баррейра, Горка Магальон, Игнасио дель Мораль, Жорди Гасуль и Нейл Ландау - Конец света / Fin — Хорхе Геррикаэчеваррия и Серхио Г. Санчес - Захватчик / Invasor — Хавьер Гульон и Хорхе Аренильяс - Три метра над уровнем неба. Я тебя хочу — Рамон Саласар Хугерс - Todo Es Silencio — Мануэль Ривас |
| Лучший иностранный фильм на испанском языке | Лучший европейский фильм |
| - Истребитель зомби / Juan de los Muertos • Куба, Испания - 7 ящиков / 7 cajas • Парагвай - Подпольное детство / Infancia clandestina • Аргентина - После Люсии / Después de Lucía • Мексика                                                                         | - 1+1 • Франция - В доме • Франция - Ржавчина и кость • Франция, Бельгия - Стыд • Великобритания |
| Лучший режиссёрский дебют | Лучший мультипликационный фильм |
| - Энрике Гато — Тэд Джонс и Затерянный город / Las aventuras de Tadeo Jones - Пако Леон — Carmina o Revienta - Ориоль Пауло — El Cuerpo - Исабель де Окампо — Evelyn                                                                                                 | - El Corazón del Roble - Тэд Джонс и Затерянный город / Las aventuras de Tadeo Jones - O Apóstolo - The Wish Fish |

### Другие номинации
| Лучшая операторская работа | Лучший монтаж |
| --- | --- |
| - Белоснежка / Blancanieves — Кико де ла Рика - Художник и его модель / El artista y la modelo — Даниэль Вилар - Невозможное / The Impossible — Оскар Фаура - Группа 7 / Grupo 7 — Алекс Каталан | - Невозможное / The Impossible — Елена Руис и Бернат Вильяплана - Белоснежка / Blancanieves — Фернандо Франко - Художник и его модель / El artista y la modelo — Марта Веласко - Группа 7 / Grupo 7 — Хосе М. Г. Мойано - Захватчик / Invasor — Давид Пинильос и Антонио Фрутос |
| Лучшая работа художника | Лучший продюсер |
| - Белоснежка / Blancanieves — Ален Байне - Художник и его модель / El artista y la modelo — Пилар Ревуэльта - Невозможное / The Impossible — Эухенио Кабальеро - Группа 7 / Grupo 7 — Пепе Домингес дель Ольмо | - Невозможное / The Impossible — Сандра Эрмида Муньис - Белоснежка / Blancanieves — Хосеп Аморос - Художник и его модель / El artista y la modelo — Анхелика Уэте - Группа 7 / Grupo 7 — Мануэла Окон |
| Лучший звук | Лучшие спецэффекты |
| - Невозможное / The Impossible — Питер Глоссоп, Марк Ортс и Ориоль Тарраго - Захватчик / Invasor — Серхио Бурманн, Николас де Пульпике и Джеймс Муньос - Художник и его модель / El artista y la modelo — Пьер Гаме, Начо Ройо-Вильянова и Эдуардо Гарсия Кастро - Группа 7 / Grupo 7 — Даниэль де Сайас Рамирес, Начо Ройо-Вильянова и Пелайо Гутьеррес | - Невозможное / The Impossible — Пау Коста и Феликс Бергес - Белоснежка / Blancanieves — Рейес Абадес и Ферран Пикер - Захватчик / Invasor — Рейес Абадес и Исидро Хименес - Группа 7 / Grupo 7 — Хуан Вентура |
| Лучшие костюмы | Лучший грим |
| - Белоснежка / Blancanieves — Пако Дельгадо - Художник и его модель / El artista y la modelo — Лола Уэте - Группа 7 / Grupo 7 — Фернандо Гарсия - La bande à Picasso — Висенте Руис | - Белоснежка / Blancanieves — Сильвия Имберт и Фермин Галан - Художник и его модель / El artista y la modelo — Сильвия Имберт и Ноэ Монтес - Невозможное / The Impossible — Алессандро Бертолацци, Давид Марти и Монтсе Рибе - Группа 7 / Grupo 7 — Иоланда Пинья |
| Лучшая музыка | Лучшая песня |
| - Белоснежка / Blancanieves — Альфонсо де Вильялонга - Группа 7 / Grupo 7 — Хулио де ла Роса - Тэд Джонс и Затерянный город / Las aventuras de Tadeo Jones — Алекс Мартинес и Сакариас М. де ла Рива - Невозможное / The Impossible — Фернандо Веласкес                                                                                                  | - No te puedo encontrar Пабло Бергера и Хуана Гомеса «Чикуэло» — Белоснежка / Blancanieves - Líneas paralelas Виктора М. Пейнадо, Пабло Сервантеса Гутьерреса и Пабло Хосе Фернандеса Бренеса — Юные дикари / Els Nens Salvatges - L’as tu vue? Альфонсо Альбасете и Хуана Бардема Агуадо — La bande à Picasso - Te voy a esperar Хуана Магана — Тэд Джонс и Затерянный город / Las aventuras de Tadeo Jones |
| Лучший короткометражный фильм | Лучший короткометражный мультипликационный фильм |
| - Aquel no era yo - La boda - Ojos que no ven - Voice Over | - Продавец дыма / El vendedor de humo - Alfred y Anna - La mano de Nefertiti - ¿Por qué desaparecieron los dinosaurios? |
| Лучший документальный фильм | Лучший короткометражный документальный фильм |
| - Contra el tiempo - Hijos de las nubes, la última colonia - Los mundos sutiles - Mapa | - A Story for the Modlins - El violinista de Auschwitz - Las viudas de Ifni - Un cineasta en La Codorniz |

## Премия «Гойя» за заслуги
- Конча Веласко